# Begonia rubricaulis
Espèce
Synonymes
- Begonia rubricaulis var. rubricaulis[1]
- Huszia rubricaulis (Hook.) Klotzsch[1]

Begonia rubricaulis est une espèce de plantes de la famille des Begoniaceae. Ce bégonia est originaire d'Argentine. L'espèce fait partie de la section Eupetalum. Elle a été décrite en 1844 par William Jackson Hooker (1785-1865). L'épithète spécifique rubricaulis signifie « à tiges rouges ».

## Répartition géographique
Cette espèce est originaire du pays suivant : Argentine.

## Liste des variétés
Selon Tropicos (23 février 2017) (Attention liste brute contenant possiblement des synonymes) :
- variété Begonia rubricaulis var. rubricaulis
- variété Begonia rubricaulis var. vulcanensis L.B. Sm. & B.G. Schub.